# Kalkwerk Schmiedeberg
Das Kalkwerk Schmiedeberg (auch Schmiedeberg-Kalkofen; tschechisch Vápenka u Kovářské) war ein Kalk-Bergwerk in Háj u Loučné im Okres Chomutov, südwestlich der tschechischen Stadt Kovářská im böhmischen Teil des Erzgebirges.
Das Areal des Kalkwerkes ist Teil des UNESCO-Welterbes Montanregion Erzgebirge.

## Lage
Das Areal mit Öfen und daran anschließendem Steinbruch liegt etwa 2,5 Kilometer südwestlich des Stadtzentrums von Kovářská im Tal des Černá Voda (deutsch Schwarzwasser) auf etwa 900 m n.m.
Es liegt bereits auf Flur der Stadt Loučná pod Klínovcem nahe dem Ortsteil Háj (deutsch Stolzenhain, früher auch Stolzenhan) und wurde daher früher gelegentlich auch als Kalkwerk Stolzenhan bezeichnet.

## Geschichte

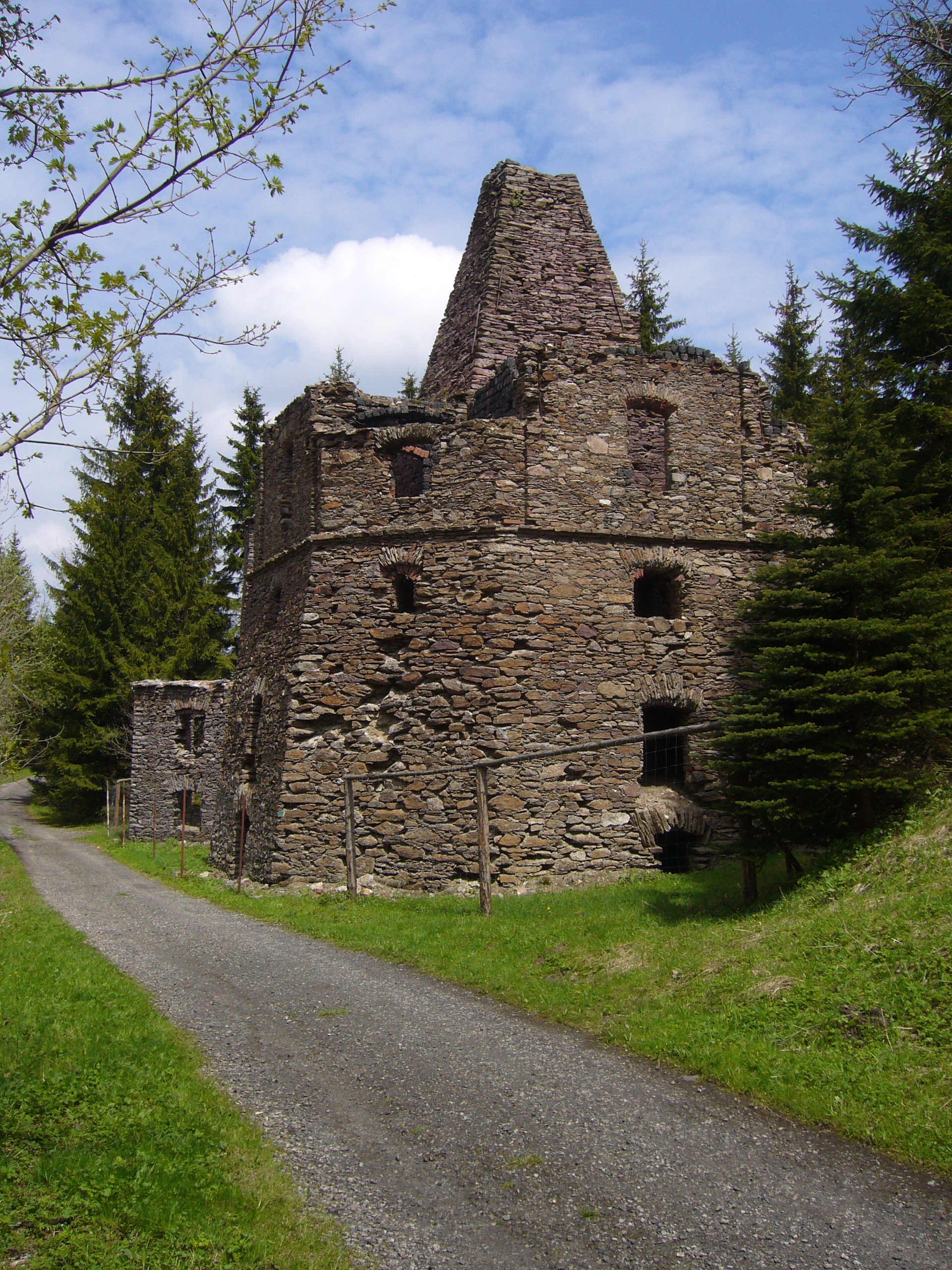
Blick auf einen der beiden Kalköfen

Die Ersterwähnung des Werkes datiert von 1831, der Abbaubeginn wird bereits für das 18. Jahrhundert (um 1750) vermutet. Eigentümer des Werkes war das Adelsgeschlecht Buquoi, welches auch die Herrschaft Preßnitz mit dem Schloss in Preßnitz besaß. Letzter Besitzer im 20. Jahrhundert war Karl Buquoi. Die Produktion im Kalkwerk mit Steinbruch und den zwei  nebeneinander liegenden Schachtöfen lief bis 1924, dann wurde sie wegen Unrentabilität eingestellt. Zwei Jahre darauf nahm Baumeister Röhn aus Weipert die Förderung kurzzeitig wieder auf, sie endete nach drei Jahren wieder. Anschließend gab es nur gelegentliche Abbauversuche.
Die beiden Kalköfen sind die einzig erhaltenen im böhmischen Teil des Erzgebirges.

## Abbau und Nutzung
Zunächst wurde das Lager im Steinbruch mit einfachen Werkzeugen abgebaut, später wurden auch Sprengungen angewendet. Der gebrochene Dolomitmarmor wurde mit Karren zu den Schachtöfen gefahren und von oben in den Ofen geschüttet. Als Brennstoff wurden Holz, Baumstöcke und Kohle eingesetzt.
Der hier erzeugte graue, stückige Branntkalk wurde als Baukalk und vor 1887 als Hochofen-Zuschlagsstoff für das Schmiedeberger Eisenwerk verwendet. Minderwertige Varietäten fanden als Düngekalk Verwendung. Der Abtransport erfolgte mit Fuhrwerken. Die geförderte Marmormenge wird auf etwa 1,5 Mio. Tonnen geschätzt.